# Riedelia curcumoidea
Riedelia curcumoidea är en enhjärtbladig växtart som beskrevs av Pieter van Royen. Riedelia curcumoidea ingår i släktet Riedelia och familjen Zingiberaceae. Inga underarter finns listade i Catalogue of Life.